# Sanaroa

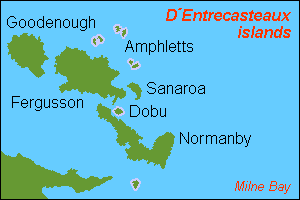
Översiktskarta.

Sanaroa eller Sanaaroa (tidigare Welle) är en ö i D’Entrecasteaux-öarna som tillhör Papua Nya Guinea i västra Stilla havet.

## Geografi
Sanaroa utgör en del av Milne Bay-provinsen och ligger cirka 75 km nordöst om Nya Guinea utanför Fergusson-öns östra kust. Dess geografiska koordinater är 9°37′ S och 151°0′ Ö.
Ön är av vulkaniskt ursprung och har en area om ca 35 km² och är cirka 9 km lång och mellan 2 och 8 km bred. Den högsta höjden är på cirka 300 m ö.h. och ön täcks till största delen av regnskog.
Befolkningen uppgår till cirka 500  invånare och de flesta bor i huvudorten med samma namn.

## Historia
D'Entrecasteaux-öarna har troligen bebotts av polynesier sedan cirka 1500 f.Kr. De upptäcktes tillsammans med Trobriandöarna av den franske kaptenen Joseph d'Entrecasteaux 1793 under sökandet efter de La Pérouse.
1873 utforskades och kartlades ögruppen av den brittiske kaptenen John Moresby med fartyget "HMS Basilisk".
Åren 1914 till 1916 samt 1917 till 1918 utförde antropologen Bronisław Malinowski studier av befolkningen på D'Entrecasteaux-öarna och på Trobriandöarna.
1942 till 1943 ockuperades ögruppen av Japan.